# Huércal-Overa Club de Fútbol
El Huércal-Overa Club de Fútbol es un club de fútbol español del municipio de Huércal-Overa en la provincia de Almería, Andalucía, que juega en la Segunda Autonómica de Murcia. Su estadio es El Hornillo, con una capacidad de 2500 espectadores.

## Historia
El primer club de fútbol de Huércal-Overa fue fundado en 1913. El Huercalense Club de Fútbol se fundó el 1 de julio de 1944, militando numerosas temporadas en Tercera, pero en 2006 los problemas económicos hicieron que desapareciera. El club se refundó en 2009, con el nombre de Club de Fútbol El Castillo militando en las categorías regionales murcianas, hasta que consiguió el ascenso a Tercera División tras tres ascensos de categoría consecutivos. En 2014 pasa a llamarse Huércal-Overa Club de Fútbol. 

### En Tercera División
Tras terminar 3° en la temporada 2014/15, jugó la fase de ascenso a Segunda B, en la cual se enfrentó al Palencia Balompié donde empató a 2 en tierra almeriense y perdió 2-0 en la ciudad palentina.
En la temporada 2020/21, la nadadora Mireia Belmonte realizó una dedicatoria en una de las camisetas del club.
En la temporada 2021/22, juega la fase autonómica murciana de la Copa RFEF, clasificándose para la fase final. En las semifinales se enfrenta a la UD Los Garres, venciendo en los penaltis 3-1, tras los partidos de ida y vuelta con los resultados respectivamente 0-1 y 1-2. En la final se enfrenta al Yeclano Deportivo, perdiendo 1-0. Siendo el jugador huercalense Karim, el mejor jugador de la final.
Tras una temporada en la que consigue únicamente 25 puntos, quedando antepenúltimo, pierde la categoría tras 10 temporadas consecutivas en categoría nacional.

### Retirada del equipo sénior
Para la temporada 2022/23 que le correspondía jugar en Primera Autonómica de Murcia, la directiva decide no inscribir el equipo, para concentrarse en categorías de fútbol base. Al mismo tiempo el club vecino CF Base Huércal-Overa debutó a nivel sénior en la campaña 2021/22, disputando la fase de ascenso de la Segunda Autonómica (octava categoría) a la Primera Autonómica (séptima categoría), no logrando subir teóricamente aunque fue repescado y al final ascendió.

### Regreso a la competición
En la temporada 202/24 vuelve el equipo sénior a la competición inscribiéndose en la Segunda Autonómica, acabando en 5ª posición y sin ascender. 

## Datos del club
- Temporadas en 3.ª: 9
- Temporadas en 3ª RFEF: 1
- Temporadas en Preferente Autonómica: 1
- Temporadas en Primera Autonómica: 1
- Temporadas en Segunda Autonómica: 2